# Vepris madagascariensis
Vepris madagascariensis là một loài thực vật có hoa trong họ Cửu lý hương. Loài này được (H. Perrier) Mziray miêu tả khoa học đầu tiên năm 1992.